# 卡里·约翰松
卡里·约翰松（芬蘭語：Kari Johansson，1947年2月15日—），芬兰男子冰球运动员，场上位置是前锋。他曾代表芬兰国家队参加1968年冬季奥林匹克运动会冰球比赛，获得第5名。